# فرناندو ليرا
فرناندو ليرا هو محامي وسياسي برازيلي، ولد في 8 أكتوبر 1938 في ريسيفي في البرازيل، وتوفي في 14 فبراير 2013 في ساو باولو في البرازيل بسبب مرض قلبي وعائي. نشط حزبياً في الحزب الاشتراكي البرازيلي. في 1986 Brazilian parliamentary election ‏، انتخب عضو مجلس النواب البرازيلي ‏ عن دائرة Pernambuco ‏.